# Гутовичи
Гу́товичи (бел. Гутовічы, бел. Гутавічы) — деревня в Брестском районе Брестской области Белоруссии. Входит в состав Чернинского сельсовета.

## География
Расположена в 16 км к северо-востоку от центра Бреста, в 5 км к северо-западу от платформы Харитоны на железнодорожной ветке Минск — Брест, в 6 км севернее автодороги E30. Примыкает с юга к деревне Велюнь.

## История
В начале XIX века — казённая деревня Вовчинской волости Брестского уезда, в 1868 году — в Збироговской волости Кобринского уезда Гродненской губернии (36 мужчин и 39 женщин). В 1890 году крестьяне входили в Харитоновское сельское общество; работала школа грамоты. По переписи 1897 года — 26 дворов, хлебозапасный магазин.
После Рижского мирного договора 1921 года — в составе гмины Збироги Кобринского повята Полесского воеводства Польши, 14 дворов.
С 1939 года — в составе БССР.